# Саладин (покрајина)
Саладин или Салах ел Дин (арап. صلاح الدين) је покрајина на северу Ирака. Губернија се на западу граничи са Анбаром, а на истоку са Сулејманијом. Административни центар губерније је град Тикрит. 
Други већи градови су Самара, Бајдши, Балад, Туз Хурмату и Шергат. 
Покрајина носи назив у част војсковође средњовековне муслиманске војске против крсташа, Саладину. 

## Окрузи покрајине
- Ед Даур
- Ел Фарис
- Еш Шергат
- Бајдши
- Балад
- Самара
- Тикрит
- Туз Хурмату